# 조지 해커손

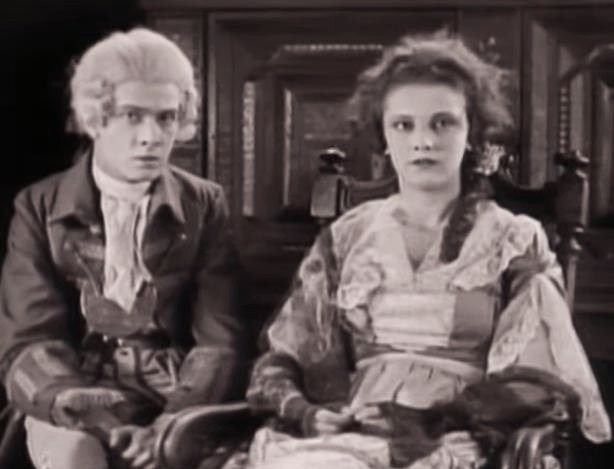
조지 해커손(왼쪽)

조지 해커손(영어: George Hackathorne, 1896년 2월 13일 ~ 1940년 6월 25일)은 미국의 배우이다.
로스앤젤레스에서 사망하였으며, 사후 할리우드 포에버 공동묘지에 매장되었다.

## 영화
- 쇼 보트 (1936년)
- 라스트 모히칸 (1920년)
- 허크와 톰 (1918년)
- 톰 소여 (1917년)